# Marian Raciborski
Pour les articles homonymes, voir Raciborski.
Marian Raciborski, né le 16 septembre 1863 à Brzóstowa près de Ćmielów (Pologne) et décédé le 17 mars 1917 à Zakopane dans le Sud de la Pologne, est un botaniste, collecteur et paléontologue polonais.

## Biographie
Marian Raciborski étudie de 1881 à 1891 la médecine à l'université Jagellonne de Cracovie puis à Bonn et Munich.
De décembre 1896 à mai 1900, il travaille à Java, en particulier au jardin botanique de Buitenzorg.
En août 1900, il retourne en Galicie (alors dans l'empire Austro-hongrois) comme professeur à l'académie agricole de Dublany (en Ukraine) et devient en 1909 professeur de botanique à l'université de Lwów actuellement en Ukraine - (Léopol en français, Lemberg en allemand) et directeur de son jardin botanique - jusqu'en 1913, puis fonde l'institut de botanique de l'université Jagellonne.
Marian Raciborski était président de la Société Copernic des naturalistes polonais (1904-1905).

## Quelques publications
- De nonnullis Desmidiaceis novis vel minus cognitis, quae in Polonia inventae sunt - Krakowie : W Drukarni Uniwersytetu Jagiellonskiego , 1885
- Die Pteridophyten der Flora von Buitenzorg M. Raciborski (1898)
- Biologische Mittheilungen aus Java - (Flora 85, 1898, p. 325-367, 14 fig.); ‘Die Farne von Tegal’ (Nat. Tijdschr. N.I. 59, 1900, p. 234-253)
- Parasitische Algen und Pilze Java's - herausgegeben vom botanischen Institut zu Buitenzorg. Theil 1-3. - Batavia [Djakarta] : Staatsdruckerei, 1900
- Additamenta ad floram algarum Indiae Batavorum cognoscendam. Algae a cl Dre. M. Raciborski in montibus Vulcaniis: Krakatau et Slamat anno 1897 collectee - R. Gutwinsky (Diss. math. Phys. Acad. Litter. Cracov. vol. 39, p. 287-307);
- De Algis a Dre. Raciborski in Insula Java collectis - Bull. Acad. Sci. Cracovice 1902, p. 575-617
- avec Szafer Władysław. Flora Polska - Rośliny Naczyniowe Polski i Ziem Ościennych. 1: viii .Nakładem Polskiej Akademii Umiejętności, Kraków. (red.) 1919

## Plantes qui lui ont été dédiées

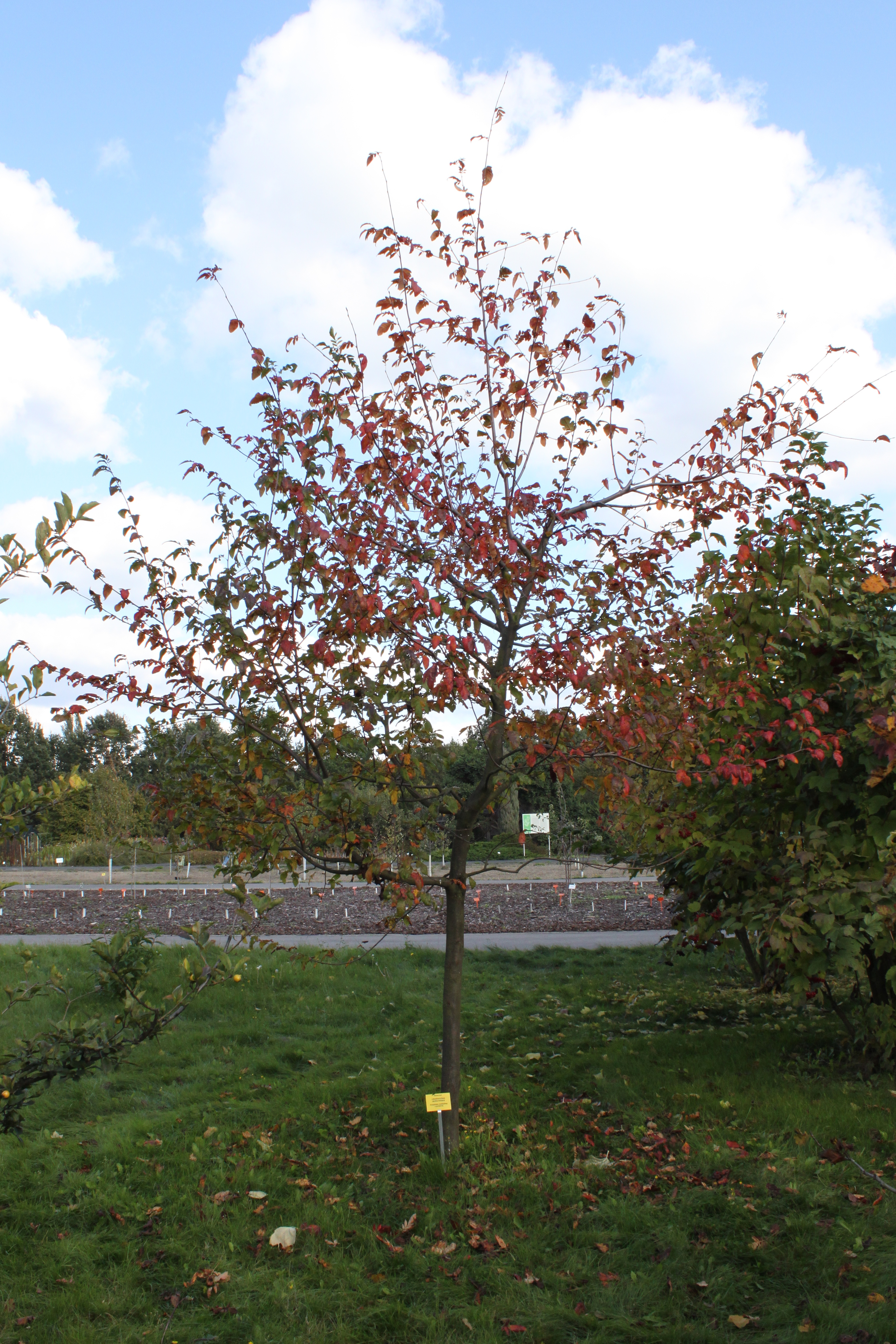
× Amelasorbus raciborskiana, Pologne.

Quelques plantes lui ont été dédiées :
- × Amelasorbus raciborskiana Browicz & Bugala (1958), Rosacée hybride
- Arabis raciborskii Żmuda (1920), Brassicacée hybride
- Bogoria raciborskii J.J.Sm. (1905), Orchidacée
- Carex raciborskii Zapał.(1911), Cypéracée hybride
- Cerastium raciborskii Zapał. (1911), Caryophyllacée
- Colysis raciborskii (C.Chr.) Ching (1940), Polypodiacée - basionyme : Polypodium raciborskii C.Chr. (1906)
- Cyathea raciborskii Copel. (1909), Cyathéacée
- Dryopteris raciborskii Alderw. (1908), Dryoptéridacée
- Leucanthemum raciborskii Popov & Chrshan. (1949), Astéracée
- Lomariopsis raciborskii Holttum (1933), Lomariopsidacée
- Loxogramme raciborskii C.Chr.;(1906), Polypodiacée
- Ophioglossum raciborskii Alderw. (1918), Ophioglossacée
- Pseudoliparis raciborskii Szlach. & Marg. -(1999), Orchidacée
- Stenochlaena raciborskii C.Chr. (1906), Blechnacée
- Thrixspermum raciborskii J.J.Sm. (1903), Orchidacée
- Trapa × raciborskii Jent.-Szaferowa ex Tacik (1963), Lythracée hybride